# برست، فرانسه
برست (به فرانسوی: Brest) نام شهری در بخش فینیستر برتانی در شمال باختری فرانسه است.
این شهر در شبه‌جزیره بریتانی جای‌دارد و بندری مهم شمرده می‌شود. بر پایهٔ سرشماری ۲۰۲۲ جمعیت این شهر ۱۴۰٫۹۹۳ تن است.

## تاریخچه
از این شهر تا ۱۲۴۰ میلادی هیچ یادی نشده‌است. در ۱۳۴۲ ژان دو مونفور این منطقه را به انگلیسیان سپرد. در ۱۳۷۹ این شهر به فرانسویان بازگردانده شد. در ۱۶۳۱ کاردینال ریشلیو اسکله‌ای چوبی در آن ساخت که پایه‌ای برای پایانهٔ دریایی شدن این شهر بود. استحکامات ساحلی این شهر تا سدهٔ هژدهم میلادی تکمیل و بازسازی شد و بر اهمیت شهر افزود.
در ۱۶۹۴ ناوگانی به فرماندهی جان برکلی در آفند برست در کرانهٔ شهر شکست سنگینی دیدند. در روند جنگ جهانی دوم آلمانها پایانه‌ای برای پهلوگیری زیردریاییها در این شهر ساختند که در نبرد برست تقریباً همهٔ آن ویران‌شد. پس از جنگ دولت آلمان غربی مبالغی چند را از برای بی‌خانمان‌ها و مال‌باختگان این شهر به عنوان غرامت پرداختند.

## ورزش
تیم فوتبال برست هم‌اکنون در لیگ دسته اول فرانسه لیگ ۱ حضور دارد. این تیم یکی از محبوب‌ترین باشگاه‌های ورزشی در غرب فرانسه می‌باشد که در سال ۱۹۵۰ میلادی از ادغام ۵ باشگاه ورزشی که مهم‌ترین آن‌ها باشگاه l'Armoricaine de Brest (تأسیس ۱۹۰۳) بود تشکیل شد.
شعار هواداران این تیم " اینجا برست هست " (Ici c'est Brest) می‌باشد. هم‌اکنون این باشگاه دارای امکانات ورزشی طراز اول برای آموزش و تمرین فوتبال در تمامی رده‌ها برای آقایان و خانم‌ها می‌باشد. استادیوم خانگی این باشگاه francis le blé نام دارد.
از سپتامبر ۲۰۱۵ دکتر رامین عمرانی به عنوان داور رسمی با عقد قرارداد یکساله به عضوبت باشگاه فوتبال برست درآمدند. وی در لیگ منطقه ای غرب فرانسه به عنوان داور و در لیگ برتر غرب به عنوان کمک داور فعالیت دارد. ایشان در عضویت کمیته داوران این باشگاه نیز هستند و در نظارت بر فعالیت داوران جوان باشگاه همکاری می‌کنند. وی همچنین سابقه داوری در رده ملی در مسابقات لیگ و جام حذفی ناشنوایان و کم شنوایان فرانسه را نیز دارد.

## نگارخانه

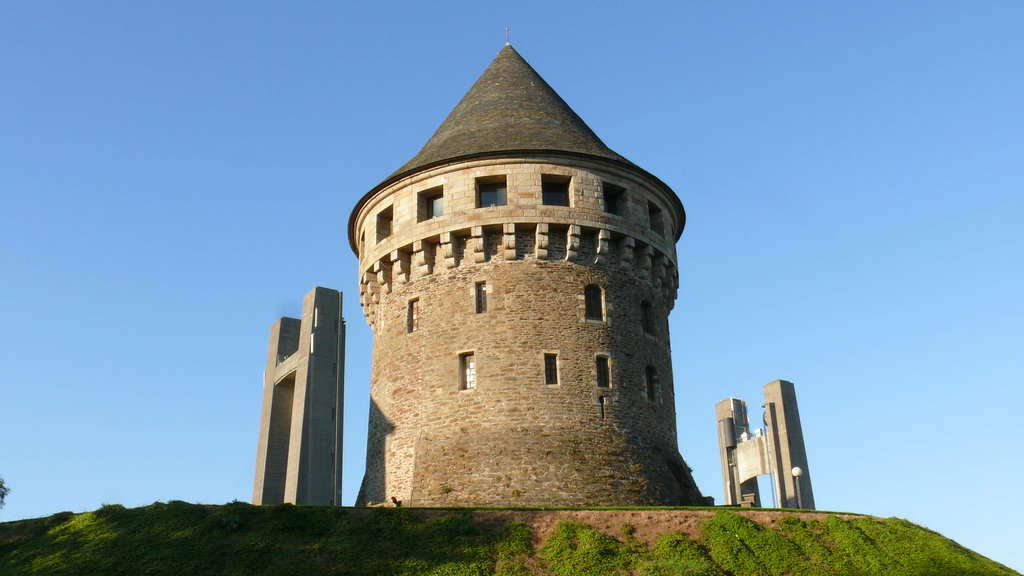
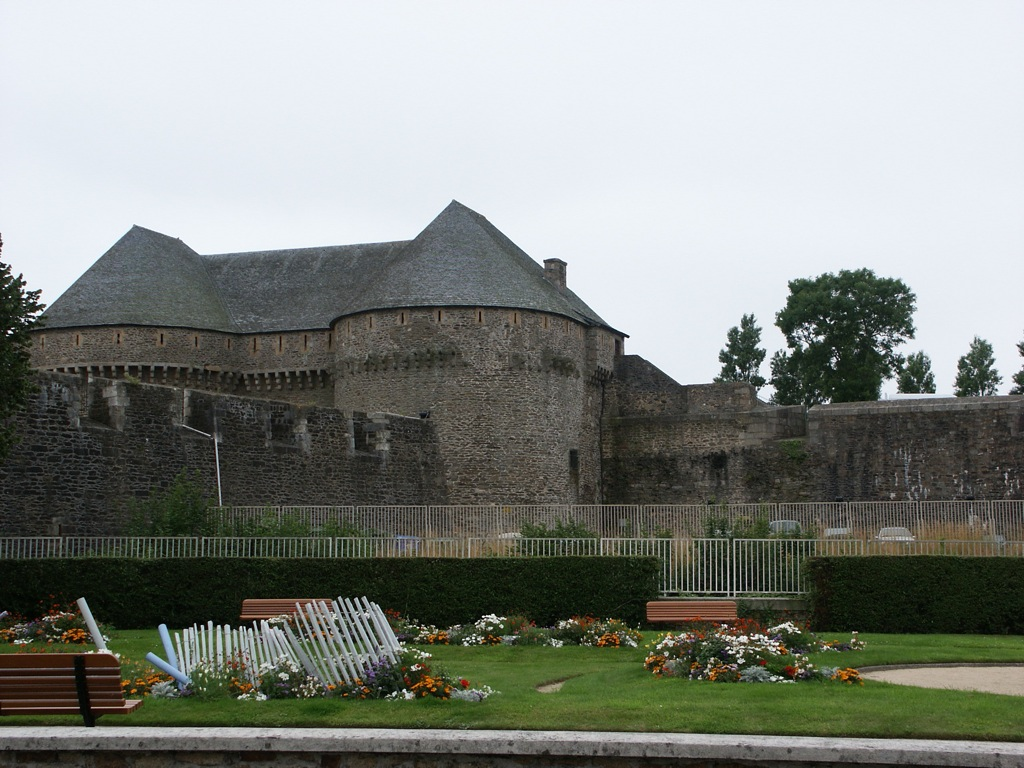
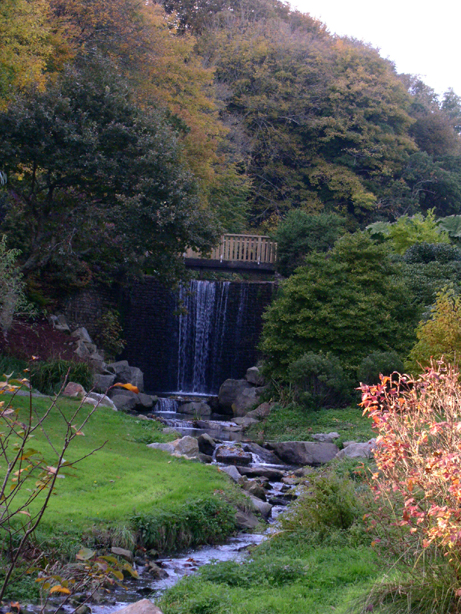
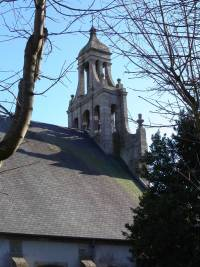
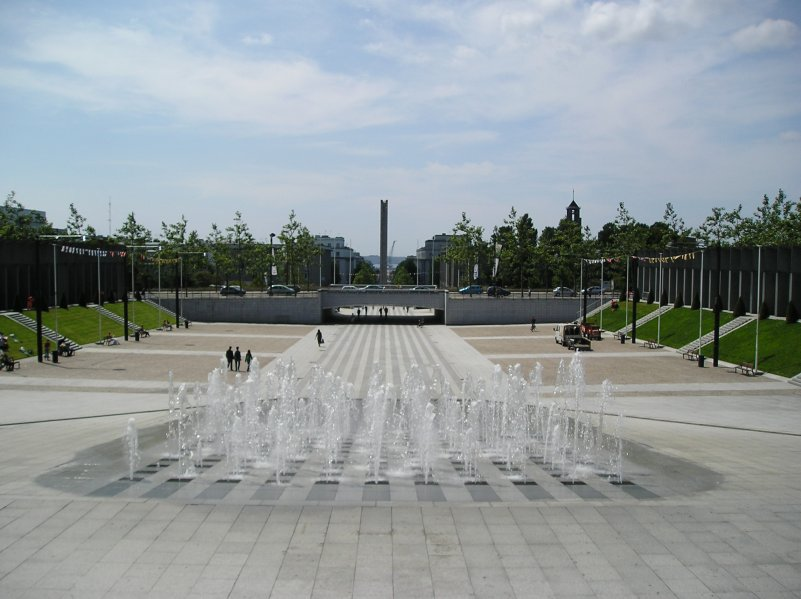

## شهرهای خواهر
- کادیس، اسپانیا
- کنستانتا، رومانی
- دنور، کلرادو، آمریکا
- دانلیری، ایرلند
- کیل، آلمان
- پلیموث، انگلستان
- ساپونه، بورکینا فاسو
- تارانتو، ایتالیا
- یوکوسوکا، ژاپن